# Aeroportul Ratnagiri
Aeroportul Ratnagiri (IATA: RTC, ICAO: VARG) este un aeroport din Maharashtra, India ce deservește zona Ratnagiri. A fost numit după zona deservită.
Situat la o altitudine de 93 m, aeroportul dispune de o singură pistă. Este operat de Maharashtra Industrial Development Corporation⁠(d).